# Xanthagaricus brunneolus
Xanthagaricus brunneolus är en svampart som beskrevs av Little Flower, Hosag. & T.K. Abraham 1997. Xanthagaricus brunneolus ingår i släktet Xanthagaricus och familjen Agaricaceae.   Inga underarter finns listade i Catalogue of Life.